# Yechiva de Pressburg
La yechiva de Pressburg est une des plus importantes yechivot en Europe centrale au XIXe siècle. Elle est fondée en 1803 ou en 1806 dans la ville de Pressburg (Empire austro-hongrois) (aujourd'hui Bratislava (Slovaquie) par le rabbin Moshe Sofer connu comme le Hatam Sofer (1762-1839).

## Histoire
La Yechiva de Pressburg est fondée en 1803 ou en 1806. Elle doit son renom à son fondateur, le Hatam Sofer et à ses descendants (le Ketav Sofer, le Shevet Sofer, et le Daas Sofer).
La Yechiva ferme ses portes en 1941. L'immeuble original est rasé dans les années 1960 et remplacé par un immeuble moderne.
Dans les années 1950, la nouvelle yechiva de Pressburg ouvre ses portes à Jérusalem en Israël,.

## Élèves du Hatam Sofer
- Yehuda Aszod (Yehudah Ya'aleh), (1794–1866)
- Aharon Duvid Deutsch (Goren Duvid), (1813–1878)
- Dovid Zvi Ehrenfeld (-1861), (gendre du Hatam Sofer)
- Aharon Fried (Tzel Hakesef), (1813–1891)
- Chaim Joseph Gottlieb de Stropkov.
- Menachem Katz, (1795–1891)
- Yisroel Yitzchok Aharon Landesberg, (1804–1879)
- Hillel Lichtenstein (Kolomea) (Maskil El Dol), (1815–1891)
- Chaim Zvi Mannheimer (Ein Habdoilach), (1814–1886)
- Yehuda Modrin (Trumas Hacri), (1820–1893)
- Menachem Mendel Panet (Maglei Tzedek), (1818–1884)
- Meir Perles, (1811–1893)
- Avrohom Schag (Ohel Avrohom), (1801–1876)
- Dovid Schick (Imrei Duvid) (-1890) cousin de Moshe Schick
- Moshe Schick (Maharam Schick), (1807–1879)
- Avraham Yehuda Hacohen Schwartz (Kol Aryeh), (1824–1883)
- Shimon Sidon (Shevet Shimon) (1815–1891), Rabbin de Cifer et de Trnava
- Aharon Singer, (c. 1806–1868)
- Avrohom Shmuel Binyamin Sofer (Ksav Sofer), (1815–1872) (fils du Hatam Sofer)
- Chaim Sofer (Machne Chaim), (1822–1886)
- Naftali Sofer (Matei Naftali), (1819–1899)
- Shimon Sofer, (1821–1883) (fils du Hatam Sofer)
- Shlomo Zalman Spitzer (Tikun Shloime), (1811–1893), (gendre du Hatam Sofer), Rabbin de la Synagogue Schiff à Vienne (Autriche)
- Yoel Unger (Teshuvas Rivo), (1800–1886)

## Élèves duKsav Sofer(Avraham Shmuel Binyamin Sofer)
Le Hatam Sofer meurt le 3 octobre 1839. Son fils, le rabbin Avraham Shmuel Binyamin (le Ksav Sofer lui succède comme rosh yeshiva.) 
On compte parmi ses élèves : 
- Reuven Chaim Klein (1826–1873) Auteur du Shenos Chaim Chaim.
- Shmuel Ehrenfeld (1835–1883), (Chasan Sofer) (petit-fils du Hatam Sofer)
- Jacob Koppel Reich (1838–1929)
- Yosef Chaim Sonnenfeld (1848–1932)
- Hillel Klein (1849–1926).